# 综合医院站
綜合醫院站（義大利語：Policlinico）是羅馬地鐵的一個車站，得名于附近的翁贝托一世综合医院。綜合醫院站開通於1980年，是羅馬地鐵B線的一個車站。綜合醫院站附近有羅馬大學的校舍。

## 外部連結
- Station on the site of （页面存档备份，存于） ATAC.